# 山口軍一
山口 軍一（やまぐち ぐんいち、1931年4月19日 - 2015年1月6日）は、日本のハワイアンスティール・ギター奏者、編曲家。実兄に山口正保、山口銀次がおり、ともにハワイアン・ミュージシャンである。

## 経歴
幼少期から兄達の影響で、ウクレレなどを始めた。
1945年、学徒動員。
1946年、青山学院の同級生とカハナ・アイランダースを結成。
1951年、山口軍一とルアナ・ハワイアンズを結成。
1955年、青山学院大学を卒業。兄の山口銀次が合流し、山口銀次とルアナ・ハワイアンズに改称。
1960年、日本グラモフォンと契約し、デビュー作『ハワイアン日本民謡集』をリリース。
1964年、銀次がルアナ・ハワイアンズを脱退して、ルアナ・タヒチアンズを結成。軍一がリーダーに復帰し、山口軍一とルアナ・ハワイアンズに改称。
晩年は、日本楽友会理事、日本ハワイアン音楽協会理事、スパリゾートハワイアンズ顧問を務めた。
2015年1月6日、死去。

## ディスコグラフィー

### 山口銀次とルアナ・ハワイアンズ
山口銀次#山口銀次とルアナ・ハワイアンズを参照。

### 山口軍一とルアナ・ハワイアンズ

#### EP
- 南国の夜 (ポリドール/日本グラモフォン SLKJ-70、1965)
- ブルー・ハワイ (ポリドール/日本グラモフォン SLKJ-71、1965)
- あなたが選んだベスト・ヒット (ポリドール/日本グラモフォン SLKJ-84、1965.11) *A面のみ
- 死ぬ程愛して (ポリドール/日本グラモフォン SLKJ-92、1966.03)
- 珊瑚礁の彼方 (ポリドール/日本グラモフォン SLKJ-97、1966)
- 城ヶ島の雨: 哀愁の日本抒情曲集 (ポリドール/日本グラモフォン SKR-2011、1967)
- 第三の男: 魅惑のスチール・ギター・スクリーン・テーマ (ポリドール/日本グラモフォン SKR-2022、1967)
- 波止場女のブルース: スチール・ギター歌謡ヒット・メロディー (ポリドール/日本グラモフォン SKR-2022、1967)
- 南国の夜: 魅惑のハワイアン・パレード (ポリドール/日本グラモフォン SKR-2030、1967)
- ゆうべの秘密 (ポリドール/日本グラモフォン SKR-2051、1967)
- 花はまぼろし (ポリドール/日本グラモフォン SKR-2071、1967)
- 新宿の女: 魅惑の歌謡ヒット・メロディー (ポリドール/日本グラモフォン KR-2113)
- 波止場女のブルース: スチール・ギター歌謡ヒット・メロディー (ポリドール/日本グラモフォン KR-2129)

#### LP
- 南国の夜: 魅惑のハワイアン・アルバム (ポリドール/日本グラモフォン SLJM-1157、1965.05)
- 帰らざる河: 魅惑のウェスタン・ムード (ポリドール/日本グラモフォン SLJM-1158、1965.05)
- ゴールデン・ヒット・パレード (ポリドール/日本グラモフォン SLJM-1171、1965.07)
- 夜霧のブルース: 歌謡ヒット・メロディー集 (ポリドール/日本グラモフォン SLJM-1177、1965.08)
- 死ぬほど愛して: 哀愁の映画主題歌曲集 (ポリドール/日本グラモフォン SLJM-1187、1965.09)
- 城ヶ島の雨: 哀愁の日本叙情曲集 (ポリドール/日本グラモフォン SLJM-1203、1965.11)
- 上海ブルース (ポリドール/日本グラモフォン SLJM-1230、1966.02)
- 魅惑のスクリーン・アルバム (ポリドール/日本グラモフォン SLJM-1239、1966.03)
- 太陽のかけら: 魅惑のゴールデン・ヒッツ (ポリドール/日本グラモフォン SLJM-1250、1966.04)
- ホリデイ・イン・ハワイ (ポリドール/日本グラモフォン SLJM-1263、1966.05)
- 逢いたくて逢いたくて (ポリドール/日本グラモフォン SLJM-1266、1966.05)
- 唐獅子牡丹: 魅惑の歌謡ヒット・メロディー (ポリドール/日本グラモフォン SLJM-1266、1966.06)
- スリーピー・ラグーン: 魅惑のスチール・ギター・ムード (ポリドール/日本グラモフォン SLJM-1274、1966.07)
- 銀座ブルース: 魅惑の歌謡ヒット・メロディー (ポリドール/日本グラモフォン SLJM-1300、1966.10)
- それが男というものさ: 魅惑の歌謡ヒット・メロディー (ポリドール/日本グラモフォン SLJM-1315、1967)
- 魅惑の歌謡ヒット・メロディー (ポリドール/日本グラモフォン SLJM-1335、1967)
- 真珠貝の歌: 魅惑のハワイアン・パレード (ポリドール/日本グラモフォン SLJM-1351、1967.06)
- ミッドナイト・ブルース: 魅惑のスチール・ギター (ポリドール/日本グラモフォン SLJM-1364、1967)
- 南十字の星に泣く (ポリドール/日本グラモフォン SLJM-1388、1967)
- なつかしの歌ごよみ (ポリドール/日本グラモフォン SLJM-1412、1968)
- ゆうべの秘密 (ポリドール/日本グラモフォン SLJM-1422、1968)
- 夜はあなたのために: スチール・ギター・ムード (ポリドール/日本グラモフォン SLJM-1435、1968)
- 城ヶ島の雨: 哀愁の日本抒情曲集 (ポリドール/日本グラモフォン SMR-1030)
- 魅惑の映画主題曲集 (ポリドール/日本グラモフォン SMR-2003)
- 別れのブルース (ポリドール/日本グラモフォン SMR-3010、1969)
- 太陽の楽園ハワイ: ゴールデン・ハワイアン・ムード (ポリドール/日本グラモフォン SMR-3015、1969)
- 知りすぎたのね (ポリドール/日本グラモフォン SMR-3025、1969)
- 花はまぼろし: スチール・ギター・ムード (ポリドール/日本グラモフォン SMR-3034、1969)
- 雲にのりたい: 魅惑の歌謡ヒット・メロディー (ポリドール/日本グラモフォン SMR-3053、1969)
- 夜霧のブルース (ポリドール/日本グラモフォン SMR-3056、1969)
- 小雨降る径: 魅惑のスチールギター (ポリドール/日本グラモフォン SMR-3062、1969)
- ハワイアンのすべて: 真珠貝の歌 (ポリドール/日本グラモフォン MR-8301/2、1969)
- あなたと恋とスチール・ギター (ポリドール/日本グラモフォン MR-1057、1970)
- 新宿の女: 魅惑のスチール・ギター (ポリドール/日本グラモフォン MR-3090、1970)
- 波止場女のブルース: 魅惑のスチール・ギター (ポリドール/日本グラモフォン MR-3121、1970)
- ルアナ (ポリドール/日本グラモフォン MI-1052、1983)

### 山口軍一とマオナ・ストリングス

#### LP
- 南国の夜/ブルー・ハワイ (ポリドール/日本グラモフォン MR-7049、1979)

### ゲスト参加

#### シングル
- 瀬川きよ美 / 野菊の別れ c/w 月夜の口笛 (ポリドール/日本グラモフォン SDR-1133、1965.09)

#### LP
- V.A. / ビートで踊ろう! (ポリドール/日本グラモフォン SLJM-1204、1965.11)
- V.A. / 俺はお前に弱いんだ (ポリドール/日本グラモフォン SLJM-1215、1965.12)
- V.A. / 君といつまでも: 魅惑の歌謡ヒット・メロディー (ポリドール/日本グラモフォン SLJM-1308、1966.10)
- V.A. / 日本縦断歌謡プレゼント (ポリドール/日本グラモフォン SLJM-1344、1967)
- V.A. / 魅惑のしらべ: エレクトーン/スチール・ギター・ムード (ポリドール/日本グラモフォン SLJM-1419、1968)
- V.A. / 夜のヒット・スタジオ (ポリドール/日本グラモフォン MR-8025/6、1969)
- V.A. / 決定盤ハワイアン・ダブル・ピース・DX (ポリドール/日本グラモフォン MR8067/8、1969)
- V.A. / 夜のヒット・スタジオ No.2 (ポリドール/日本グラモフォン MR-9042/3、1970.01)
- V.A. / ゴールデン・ヒット・スタジオ (ポリドール/日本グラモフォン MR-9044/5、1970.01)